# Czułczyce-Kolonia
Czułczyce-Kolonia – wieś w Polsce położona w województwie lubelskim, w powiecie chełmskim, w gminie Sawin. Leży przy drodze wojewódzkiej nr 812.
W latach 1975–1998 miejscowość administracyjnie należała do województwa chełmskiego. 
Administracyjnie wieś jest sołectwem. Według Narodowego Spisu Powszechnego z roku 2011 wieś liczyła 238 mieszkańców i była piątą co do liczby ludności miejscowością gminy.
| SIMC    | Nazwa         | Rodzaj    |
| ------- | ------------- | --------- |
| 0106833 | Reforma       | część wsi |
| 0106840 | Resztówka     | część wsi |
| 0106856 | Stara Kolonia | część wsi |

Wierni Kościoła rzymskokatolickiego należą do parafii św. Rocha w Czułczycach.